# Francesc Almela i Vives
Francesc Almela i Vives (Vinaròs, 9 de novembre de 1903 - València, 1967) va ser un escriptor i historiador valencià.

## Biografia
Tot i nàixer a Vinaròs, va passar pocs anys a aquesta localitat, traslladant-se aviat a València amb la seua família, on va ingressar a l'Institut Professional i Tècnic per a cursar el batxillerat. La mort de son pare l'any 1914 va obligar-lo a posar-se a treballar com amanuense en una notaria per a poder continuar els estudis. Es va llicenciar en Filosofia i Lletres per la Universitat de València en l'especialitat d'Història.
Des de ben jove va implicar-se en activitats nacionalistes des d'un vessant estrictament cultural. Va presidir l'entitat La Nostra Parla, constituïda per tres branques radicades a Catalunya el País Valencià i les Illes Balears i que tenia per objectiu l'impuls de la unitat de la llengua catalana. Aquesta entitat va desaparèixer l'any 1923 amb l'adveniment de la Dictadura de Primo de Rivera.
Va ser fundador, junt amb Enric Navarro i Borràs, Adolf Pizcueta, Miquel Duran de València i Francesc Caballero Muñoz de la revista literària Taula de Lletres Valencianes. El 17 de maig de 1930 va eixir al carrer la revista setmanal Nostra Novel·la, una interessant iniciativa literària destinada a eixamplar el públic lector de narrativa en català, de la qual va ser director Almela i que va comptar amb el suport dels principals intel·lectuals i escriptors del moment, com ara Josep Bolea, Adolf Pizcueta, Enric Duran i Tortajada, Faust Hernàndez Casajuana i Maximilià Thous i Llorens. Nostra Novel·la editaria des de la seua fundació obra narrativa de més de cinquanta escriptors valencians. Va col·laborar amb el setmanari Mirador durant els anys 1934 i 1935.
Les seues primeres obres de creació han ser dos reculls de poesia, L'espill a trossos (1928) i Joujou (1933) i l'obra de teatre L'Antigor (1931), estrenada amb èxit al Teatre Alkázar. El 1930 va publicar a la revista Nostra novel·la, Novel·la d'una novel·la, que ell mateix va traduir posteriorment al castellà i que va ser publicada a Buenos Aires quatre anys després. També va escriure algunes obres de teatre en un intent de renovar el teatre valencià, rescatant-lo de la punyent influència de la tradició sainetística. L'any 1932 va ser un dels signants de les Normes de Castelló.
A partir de la Guerra Civil espanyola, Almela i Vives va anar abandonant a poc a poc la producció literària. La seua tasca principal a partir de 1939 va ser el seu treball com a investigador i publicista. Va dedicar un important esforç als estudis bibliogràfics i històrics, atenyent un gran prestigi intel·lectual. Ell mateix va ser propietari i va regentar una llibreria bibliòfila que va publicar 43 catàlegs amb més de 22.000 fitxes bibliogràfiques. Va ser arxiver de l'Arxiu Municipal de València i cronista de la ciutat, a més de membre corresponent de la Real Academia de la Lengua Española, la Real Academia de la Historia, la Real Academia de Bellas Artes de San Fernando de Madrid, l'Acadèmia de Bones Lletres de Barcelona i de la Hispanic Society of America de Nova York.
Al final de la seua carrera adoptaria una opinió critica vers algunes idees catalanistes, com palesen els seus escrits a propòsit de l'obra de Joan Fuster, qui el va titllar d'"anticatalanista rabiós".

## Llegat
L'any 1997 es va incorporar a la Biblioteca Valenciana la biblioteca particular d'Almela i Vives, donada pels seus hereus. Està composta per 1.072 obres, principalment de tema valencià, tant literàries, d'història, d'art i de ciències socials.

## Obra
(Llista no exhaustiva)

### Poesia
- 1928 L'espill a trossos
- 1933 Joujou
- 1948 La llum tremolosa
- 1950 La columna i les roses
- 1955 Les taronges amargues

### Novel·la
- 1930 Novel·la d'una novel·la, València
- 1935 La dama y el paladín, Buenos Aires

### Teatre
- 1931 L'Antigor, Teatre Alkázar de València, traduïda al castellà i estrenada posteriorment a Madrid
- 1932 Lo que no ha segut, València
- 1932 Lenin. Escenes de la revolució russa, amb Josep Bolea, València. Traduïda al castellà i estrenada a Madrid l'any 1936
- 1934 La muller... enganya al marit, València
- 1954 La rondalla de l'estudiant, València

### Investigació
- 1927 Sant Vicent Ferrer, Barcelona
- 1927 La catedral de València
- 1929 Pomell de bibliòfils valencians, editat per la Societat Castellonenca de Cultura
- 1928 Edició de Spill o Llibre de les dones de Jaume Roig a la col·lecció "Els nostres clàssics" de l'Editorial Barcino, Barcelona
- 1930 The "barracas" (cottages) of Valencia
- 1933 Vocabulario de la cerámica de Manises
- 1934 La literatura valenciana
- 1935 La Lonja de Valencia
- 1936 Joan Lluís Vives, Barcelona
- 1936 Teodor Llorente, editat per l'Ajuntament de València amb motiu del centenari del naixement de Llorente
- 1942 Lucrecia Borja y su familia
- 1945 El bibliógrafo Justo Pastor Fuster, editat pel Consell Superior d'Investigacions Científiques
- 1948 El "Llibre de Mustaçaf" y la vida en la ciudad de Valencia a mediados del siglo XVI
- 1949 La bibliofgrafía en España, València
- 1951 La literatura valenciana durante la mitad del siglo XX
- 1953 Folklore... rodado. Tartanas en el suelo de Valencia
- 1955 Panorama històric de la literatura valenciana
- 1957 "Corregudes de joies". El deporte típico valenciano
- 1958 El duc de Calàbria i la seua cort